# Kappel am Albis
Kappel am Albis (do 1911 Kappel, gzu. Chappel) – miejscowość i gmina (Politische Gemeinde) w północnej Szwajcarii, w kantonie Zurych, w okręgu (Bezirk) Affoltern. Leży na południe od Zurychu, w paśmie górskim Albis.

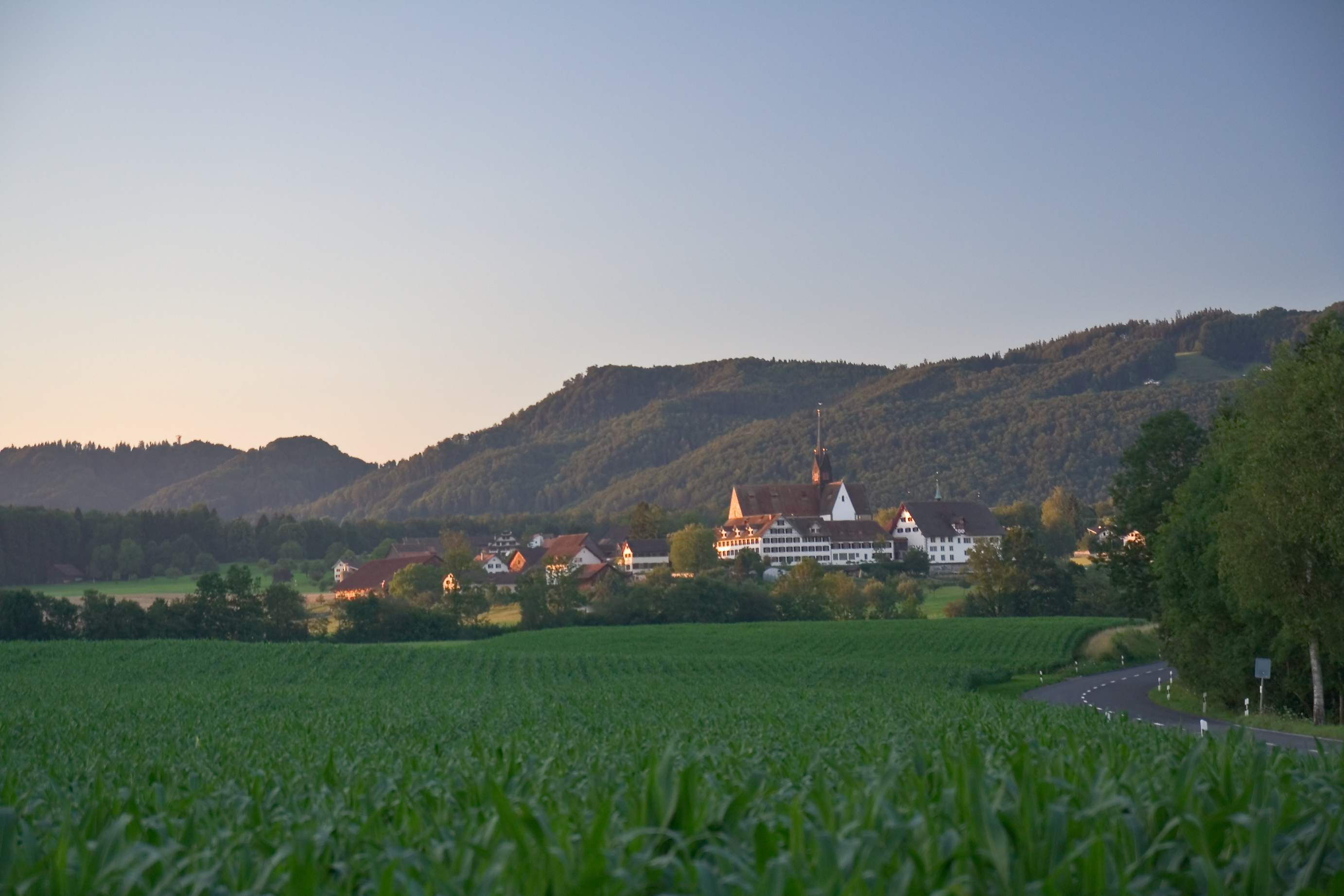
Kappel am Albis

## Historia
Miejscowość powstała przy klasztorze cystersów, założonym w roku 1185 przez baronów Eschenbach. Zgromadzenie rozwiązano w okresie reformacji – w roku 1527 ostatni opat klasztoru zawarł związek małżeński i przekazał klasztor burmistrzowi i radzie miasta Zurychu. Kościół przyklasztorny użytkowany jest od tej pory przez zbór ewangelicko-reformowany. W czasie wojny kantonów protestanckich z katolickimi w bitwie pod Kappel 11 października 1531 poległ Huldrych Zwingli. Bitwa zakończyła się klęską protestantów. Miesiąc później, 16 listopada, w Kappel zawarto pokój, który zakończył wojnę uznając autonomię religijną poszczególnych kantonów.

## Demografia
W Kappel am Albis mieszka 1321 osób. W 2021 roku 15,5% populacji gminy stanowiły osoby urodzone poza Szwajcarią.